# C3H4S
分子式C3H4S（摩尔质量：72.128 g/mol）可以指：
- 硫杂环丁烯，CAS号：503-31-1
- 环丙硫酮，CAS号：81788-92-3
- 2-丙炔-1-硫醇，CAS号：27846-30-6

|  | 这个同类索引页列出了具有相同分子式的化学物（即同分異構體）条目。 除非您是有意链接至本页，否则应将相应条目的内部链接指向正确的条目。 |